# Erik Orsenna
Erik Orsenna, pseudonimo di Éric Arnoult (Parigi, 22 marzo 1947), è uno scrittore francese. È membro dell'Académie française dal 1998.

## Biografia
Dopo gli studi in filosofia, scienze politiche e economia, diventa ricercatore ed insegnante nel campo della finanza internazionale e dell'economia dello sviluppo in varie istituzioni, tra cui la Sorbona, l'École normale supérieure e la London School of Economics. Nel 1981 diventa consigliere del ministro della cooperazione, Jean-Pierre Cot, occupandosi di negoziazioni multilaterali e materie prime.
Dopo essere diventato consigliere culturale di François Mitterrand dal 1983 al 1984, è stato nominato maître des requêtes al Consiglio di Stato nel dicembre 1985, poi consigliere di stato nel luglio 2000. È membro dell'Alto consiglio della francofonia. Dal 2002, fa parte del comitato di sorveglianza del gruppo Canal+ e dal 2004 anche di quello di Telfrance.
Ha ricevuto il Prix Goncourt e il Prix Goncourt des lycéens nel 1988 per il romanzo L'Exposition coloniale. Occupa il seggio 17 dell'Académie française dal 28 maggio 1998.
Dall'ottobre 2007 fa parte del consiglio di amministrazione dell'École normale supérieure, designato su proposta del ministro degli esteri francese.
Ha fatto parte della Commissione Attali, che ha presentato il suo rapporto al Presidente della repubblica il 23 gennaio 2008.

## Opere
Con il nome di Erik Arnoult
- 1972: Euro-émissions: nouvelles perspectives bancaires internationales scritto con Jean-Paul Lemaire
- 1977: Espace national et déséquilibre monétaire, adattato dalla sua tesi di laurea
- 1999: Le Conseil d'État: juger, conseiller, servir, con François Monnier, coll. «Découvertes Gallimard» (nº 388)

Sotto lo pseudonimo di Erik Orsenna
- 1974: Loyola's blues
- 1977: La Vie comme à Lausanne vincitore nel prix Roger-Nimier nel 1978
- 1980: Une comédie française
- 1981: Villes d'eaux avec Jean-Marc Terrasse
- 1988: L'Exposition coloniale vincitore Prix Goncourt e del Prix Goncourt des lycéens
- 1990: Rêves de sucre
- 1992: Besoin d'Afrique, scritto con Éric Fottorino e Christophe Guillemin
- 1993: Grand amour
- 1995: Melodia cubana (Mésaventures du paradis: mélodie cubaine), pubblicato in Italia nel 1999
- 1995: Rochefort et la Corderie royale
- 1996: Histoire du monde en neuf guitares, con Thierry Arnoult
- 1997: Deux étés
- 1998: Longtemps
- 2000: Portrait d'un homme heureux: André Le Nôtre
- 2001: La grammatica è una canzone dolce (La grammaire est une chanson douce), pubblicato in Italia nel 2002
- 2003: Madame Ba (Madame Bâ), pubblicato in Italia nel 2004
- 2004: I cavalieri del congiuntivo (Les Chevaliers du Subjonctif), pubblicato in Italia nel 2004
- 2005: Ultime notizie dagli uccelli (Dernières nouvelles des oiseaux), pubblicato in Italia nel 2006
- 2005: Ritratto della corrente del golfo (Portrait du Gulf Stream: éloge des courants), pubblicato in Italia nel 2006
- 2006: Viaggio nei paesi del cotone (Voyage aux pays du coton: petit précis de mondialisation), pubblicato in Italia nel 2007
- 2006: Verso il grande Sud (Salut au Grand Sud) scritto con Isabelle Autissier, pubblicato in Italia nel 2008
- 2007: La Révolte des accents
- 2008: La chanson de Charles Quint
- 2008: L'avenir de l'eau
- 2013:  La fabrique des mots
- 2017: Géopolitique du moustique - Petit précis de mondialisation IV